# マルグリット・ド・フランドル (ブラバント公妃)
マルグリット・ド・フランドル（フランス語：Marguerite de Frandre, 1251年 - 1285年7月3日）またはマルグリット・ド・ダンピエール（Marguerite de Dampierre）は、フランドル伯ギー・ド・ダンピエールとその最初の妃マティルド・ド・ベテューヌの娘。
1273年、マルグリットはブラバント公ジャン1世と結婚した。ジャン1世にとってこれは2度目の結婚であった。2人の間には4人の子女が生まれた。
- ゴドフロワ（1274年 - 1283年）
- ジャン2世（1275年 - 1312年） - ブラバント公
- マルグリット（1276年 - 1311年） - 神聖ローマ皇帝兼ルクセンブルク伯ハインリヒ7世と結婚
- マリー（1278年 - 1338年） - サヴォイア伯アメデーオ5世と結婚[1]